# Frank H. Hankins
Frank Hamilton Hankins (* 27. September 1877 in Wilkshire, Ohio; † 24. Januar 1970 in Franklin Lakes, New Jersey) war ein US-amerikanischer Soziologe und Anthropologe. Er war 28. Präsident der American Sociological Association.
Sein Werk The Racial Basis of Civilization (1926) liefert eine Kritik der Nordischen Doktrin und gleichzeitig einen historischen Überblick zum Thema.

## Werke
- The Racial Basis of Civilization. A Critique to the Nordic Doctrine, 1926 (Online)
- (Mitarbeit) An Introduction to sociology. Ed. by Jerome Davis and Harry Elmer Bernes. With the collaboration of L. L. Bernard, Seba Eldridge, Frank H. Hankins, Ellsworth Huntington, Malcolm M. Willey  Boston [u. a.], 1927
- An introduction to the study of society: An outline of primary factors and fundamental institutions. Rev. ed., New York: Macmillan, 1946